# São Miguel do Guamá
São Miguel do Guamá è un comune del Brasile nello Stato del Pará, parte della mesoregione del Nordeste Paraense e della microregione del Guamá.